# 곤살루 이나시우
곤살루 베르나르두 이나시우 (Gonçalo Bernardo Inácio, 2001년 8월 25일 ~ )는 포르투갈의 축구 선수이며, 스포르팅 CP에서 센터백으로 뛰고 있다.